# Vražda ing. Čerta
Vražda ing. Čerta je snímek, řazený do Československé nové vlny z roku 1970; jedná se o jediný režijní počin české scenáristky, spisovatelky, výtvarnice a kostýmní návrhářky Ester Krumbachové. V hlavních rolích zde vystupují Jiřina Bohdalová a Vladimír Menšík.
Na konec ledna 2024 je chystána projekce digitálně restaurované kopie filmu; do české kinodistribuce vstoupí 14. února téhož roku.

## Příběh a styl filmu
Vražda je feministickou satirou a podobenstvím o ženských a mužských rolích; jeho děj je spíše statický, odehrává se během večeře, kterou přichystala hlavní hrdinka, čtyřicátnice Ona, pro svého hosta inženýra Bohouše Čerta. Snímek stojí na absurdních dialozích a propracovaných kostýmech, dekoracích a rekvizitách, které vytvořila sama režisérka.
Film vznikl na základě povídky od Krumbachové a rozhlasové hry. Na scénáři se vedle Krumbachové podílel i režisér Jan Němec, který později film zkritizoval a řekl, že se za něj stydí. Ve své době film nebyl příliš pozitivně přijat, ale v posledních letech si díky svému nadčasovému tématu získal kultovní status.

## Kulturní reference
- pražské divadlo Studio hrdinů uvádí inscenaci inspirovanou tímto filmem (režie: Ivana Uhlířová)